# Euxoa marcens
Euxoa marcens là một loài bướm đêm trong họ Noctuidae.